# 狛江弁財天池特別緑地保全地区

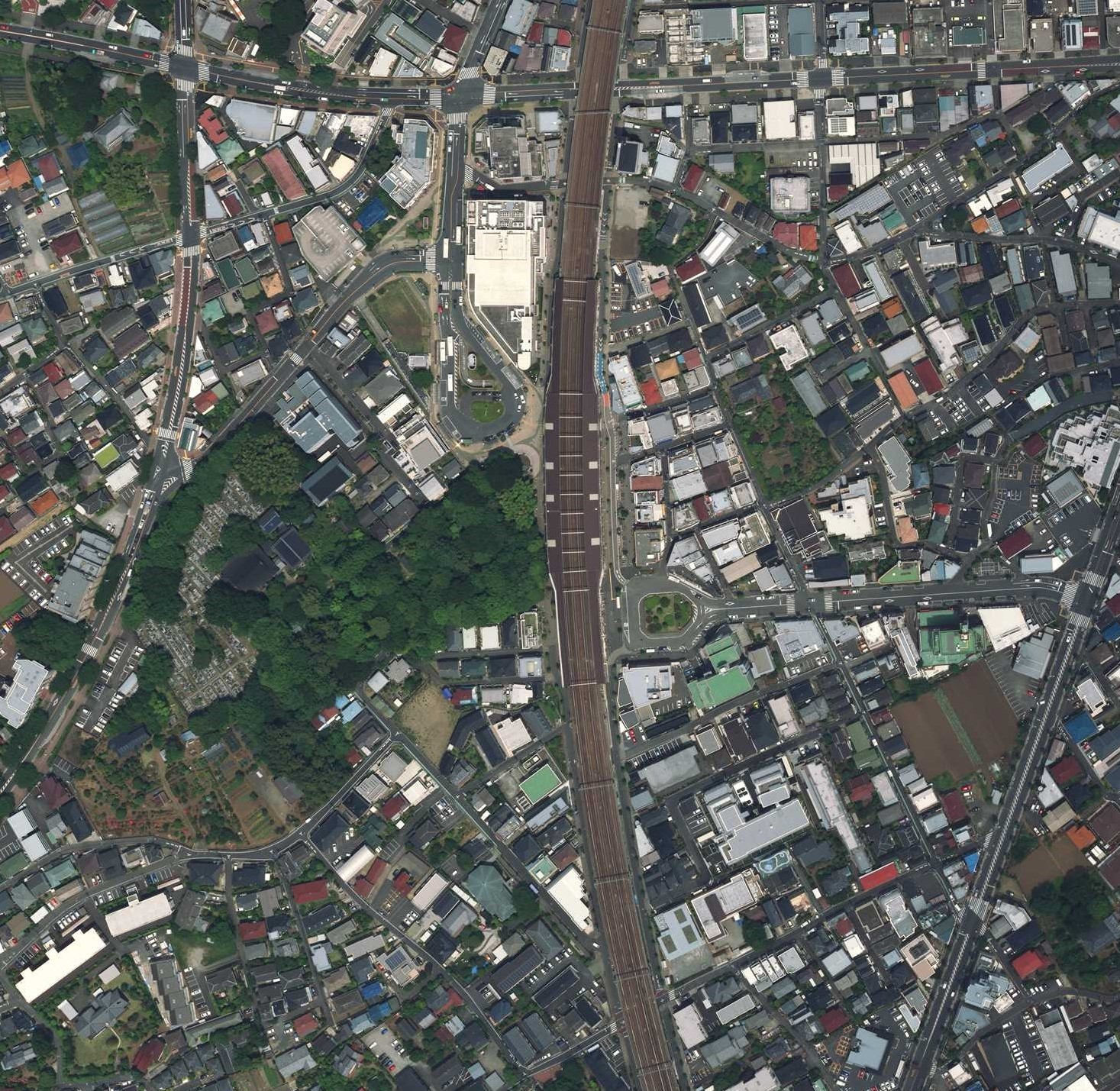
国土地理院の空中写真より（2017/5/31撮影）。狛江駅（中央）の左に見える緑地が狛江弁財天池特別緑地保全地区。

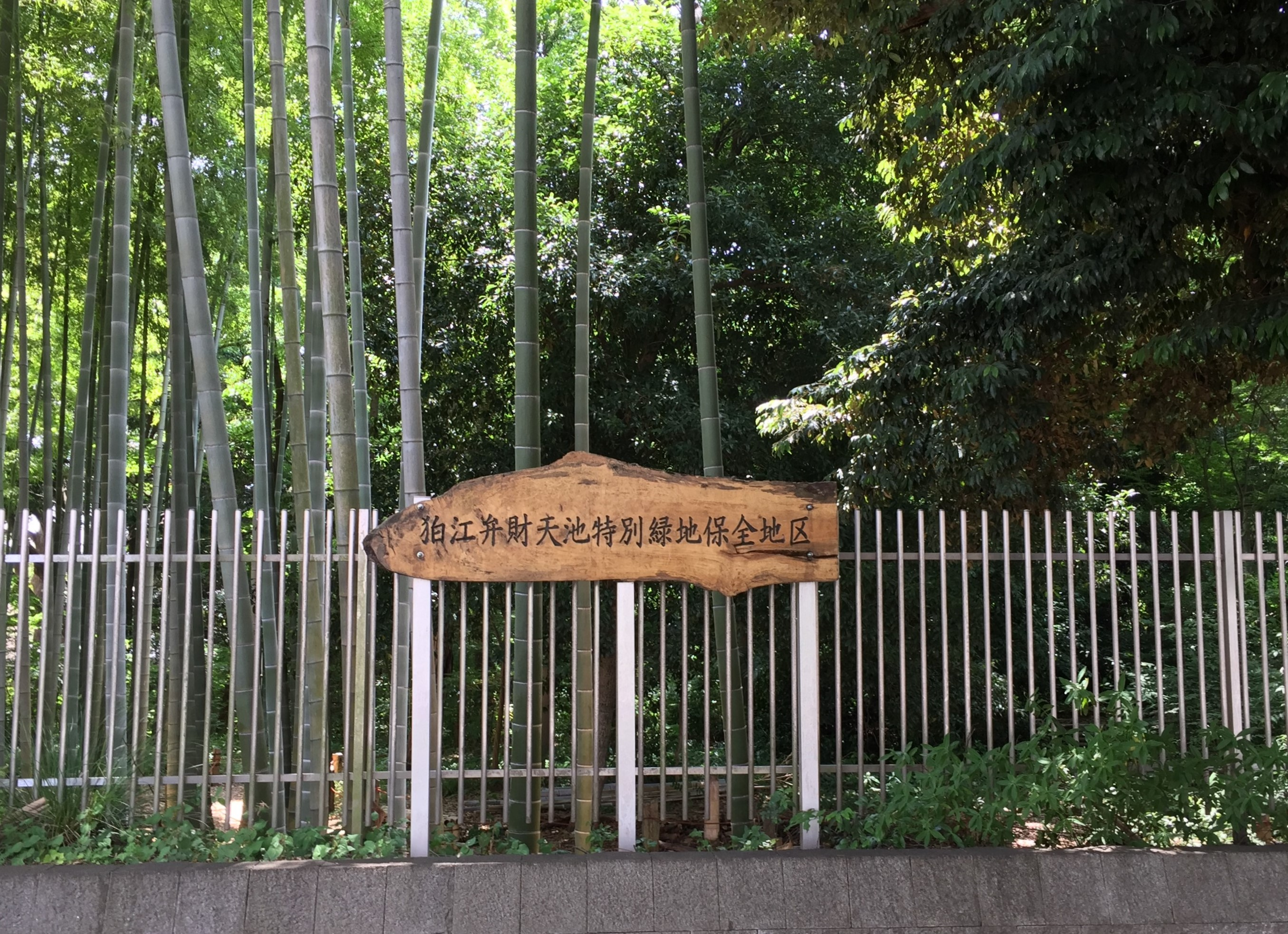
狛江弁財天池特別緑地保全地区の看板

狛江弁財天池特別緑地保全地区（こまえべんざいてんいけとくべつりょくちほぜんちく）は、東京都狛江市元和泉にある特別緑地保全地区。
小田急小田原線狛江駅の北口ロータリー付近に位置し、雲松山泉龍寺の境内及び弁財天池を含んだ2.1ヘクタールが指定されている。このうち0.476ヘクタールは管理区域となっており、市民の手によって管理がなされている。
駅のすぐ近くにありながら、自然に近い状態の緑地が保全されており、野鳥や昆虫の棲み処ともなっている。

## 指定地域
泉龍寺境内と管理区域に大きく分けられる。泉龍寺の敷地には弁財天池が含まれる。また管理区域は、保全・回復ゾーンと散策ゾーンに分けられている。

### 泉龍寺

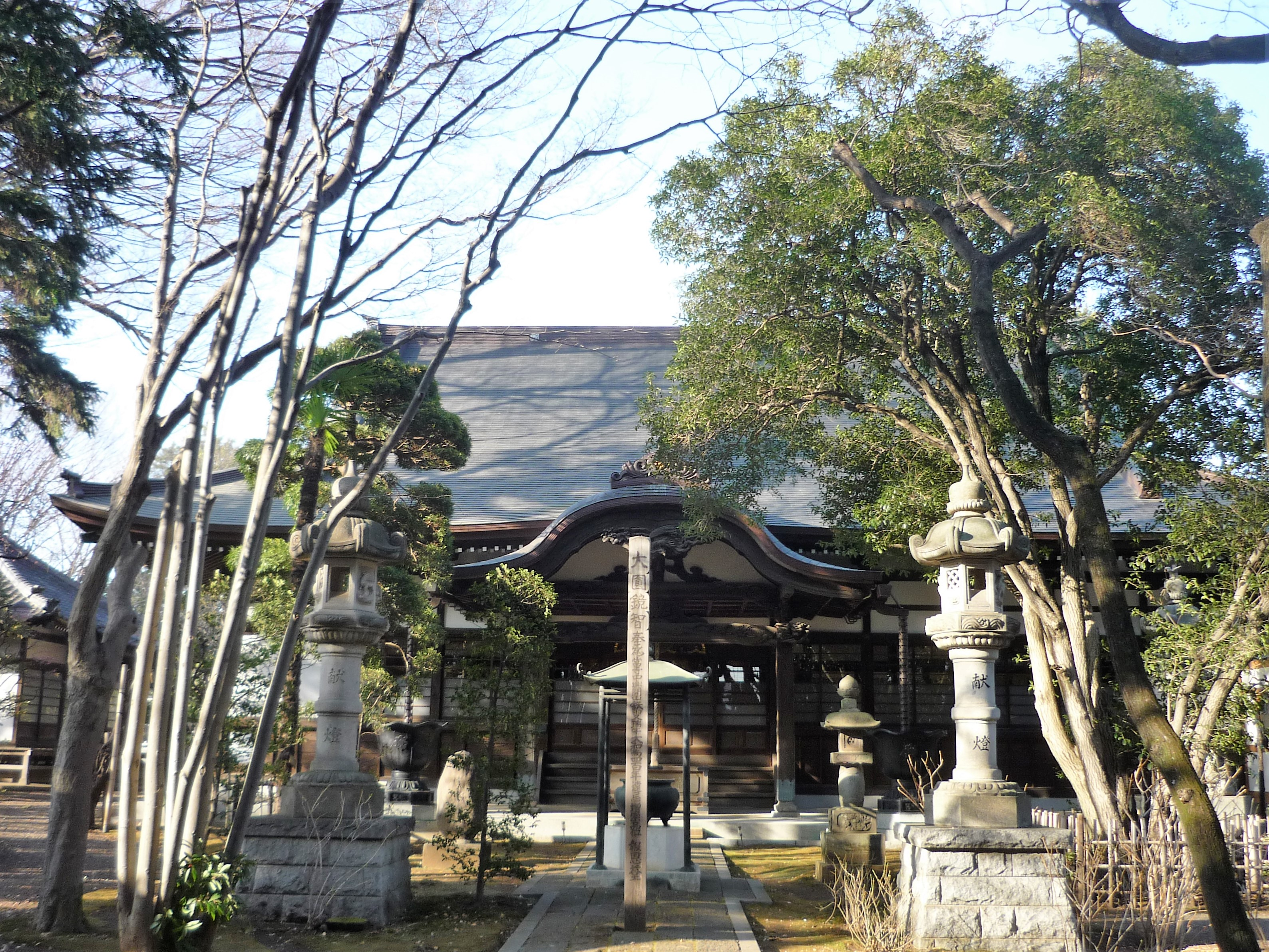
泉龍寺

曹洞宗の寺院である。伝説によれば、765年（天平神護元年）に、東大寺を開山したことで知られる良弁僧都によって法相宗・華厳宗兼帯の寺として創建されたという。ただしこの伝説に史実としての確証は得られていない。
境内には本堂や山門などの建造物のほか、境内林が保全されている。また、境内の南東に弁財天池がある。

### 弁財天池
弁財天池は、本地区の「和泉」という地名の由来となった池である。『江戸名所図会』などに書かれた伝説によれば、奈良時代、全国的な干ばつが起こったとき、良弁僧都が雨乞いをしたところ泉が湧き出したという。また、『江戸名所図会』によれば、池の中島に良弁作といわれる蛇形の弁天像が置かれた。現在、この像は泉龍寺に収められている。
立川段丘の浅い谷にあり、砂利層を通って地下水が湧き出していた。この泉はいかなる干ばつでも枯れることはなかったといわれていたが、1972年（昭和47年）に湧水が途絶えてしまった。現在では井戸を掘削することにより水が確保されている。
かつては、弁財天池を水源とした清水川が流れており、周辺住民の生活用水として使われていた。1967年（昭和42年）までは、泉龍寺に水年貢を納める慣習が残っていた。さらにかつては、川を遡上した魚が生息しており、サワガニ、イモリ、モエビ、ハヤ、アユ、ウナギなどの姿が見られた。また、夏にはホタルを見ることができた。

### 管理区域

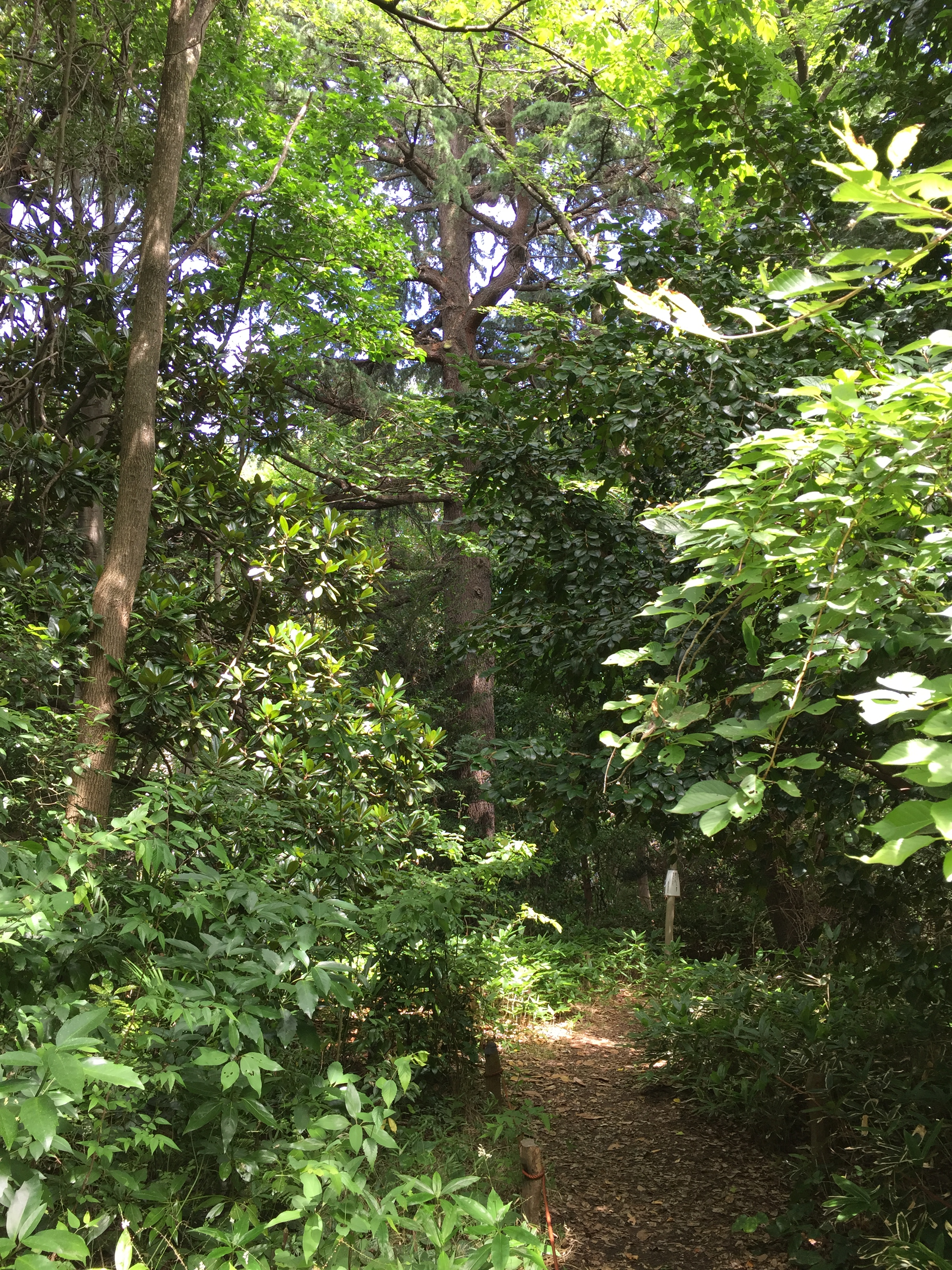
管理区域内。中央に見えるのはヒマラヤスギ。

管理区域の土地は、元々は泉龍寺の境内地であった。また、一時期は荒木貞夫邸があった。現在は狛江市が所有している。保全・回復ゾーンは、保全のために柵で囲われており、通常は立ち入りが禁止されている。ただし毎月第2日曜日が定期開放日となっており、市民のみならず、市外の人にも開放されている。定期開放日以外にも臨時で開放日が設けられることがある。散策ゾーンは常時開放されており、木々の間を通って散策できる。この散策路は通勤・通学の際にも利用されている。
敷地内には、ヒマラヤスギ、スダジイ、シラカシなど80種類の樹木が300本以上植えられている。これに加えてモウソウチクが約120本生えており、この竹は狛江駅北口広場からもその姿をよく確認できる。また、敷地内には人工で掘られたひょうたん池がある。この池の水は弁財天池から引いている。さらに、ヒヨドリ、メジロ、カワセミなどの野鳥の姿を見ることもできる。
管理は、狛江弁財天池特別緑地保全地区市民の会（以下「市民の会」）の手によっている。市民の会は、管理区域の清掃や、開放日における案内などに取り組んでいる。また、生態系モニタリングも実施している。

## 歴史

### 古代・中世
弁財天池とその周辺は弁財天池遺跡に指定されており、2010年までに17回にわたる発掘調査が実施されている。調査では旧石器時代の遺跡が発見されており、また、縄文時代の住居跡も見つかっている。原始人、古代人も弁財天池の湧水を利用していたと考えられている。
古墳時代には、現在の狛江市内の区域には数多くの古墳が作られ、後に「狛江百塚」とも呼ばれた。弁財天池遺跡内でも集落が存在したと推定されている。
奈良時代から鎌倉時代にかけての狛江市の様子は詳しく分かっていない。戦国時代、泉龍寺は衰退した状態であったが、1590年（天正18年）の徳川家康関東入国後、石谷清定によって整備された。

### 江戸時代から大正時代まで
江戸時代、本地区のある地域は和泉村と称され、彦根井伊家、旗本石谷家、旗本松下家の三家が分割して支配していた。1609年（慶長14年）に六郷用水が開削された。六郷用水は本地区の北側を通り、野川（当時の野川は現在よりも本地区に近いところを流れていた）へとつながっている。さらに当時、弁財天池から湧き出た水は清水川となって、野川へと流れていた。江戸時代の和泉村は、六郷用水などを利用して農業中心の生活をしていたものと推定されている。
明治時代の狛江も農村で、畑地が多かった。泉龍寺には1872年（明治5年）に公立観聚学舎（狛江第一小学校の前身）が建てられ、1889年（明治22年）から1923年（大正12年）までは役場も置かれた。
1926年（大正15年）には、現在の管理区域の中に「松の葉」という料亭が建てられた。この料亭は垣根で池の周りを囲んだため住民は池の水を使えなくなってしまった。1927年（昭和2年）、住民が雨乞いのために垣根を壊して池に入り込み、警察が出てくる騒ぎとなった。この事件は、関係者である当時の村長の排斥運動にまでつながった。これ以後、池に垣根が作られることは無くなった。

### 小田急線の開通と戦後の開発
1927年（昭和2年）、小田原急行鉄道小田原線が開通し、同年に狛江駅が開業した。狛江駅周辺は1937年（昭和12年）頃から宅地化が進んだ。
この当時、弁財天池の大きさは約200平方メートルで、1分間に約9立方メートルの水が湧き出ていた。水温は季節を通じ13.1℃。この水を利用して四谷区教育会は池の南に50メートルプールを作った。
第二次大戦後の高度経済成長期になると、狛江は住宅都市として発展し、人口は急増していった。その中で六郷用水は昭和40年代に埋め立てられた。さらに1967年（昭和42年）には弁財天池が初めて干上がった。これは地下水の汲み上げ量が増えたためだと考えられている。その後、再び湧き出すこともあったが、1972年（昭和47年）を最後に湧水は途絶えた。
一方、1973年（昭和48年）には弁財天池遺跡で初の発掘調査がなされた。また同年3月、弁財天池が狛江市史跡第一号に指定された。

### 緑地保全地区制定

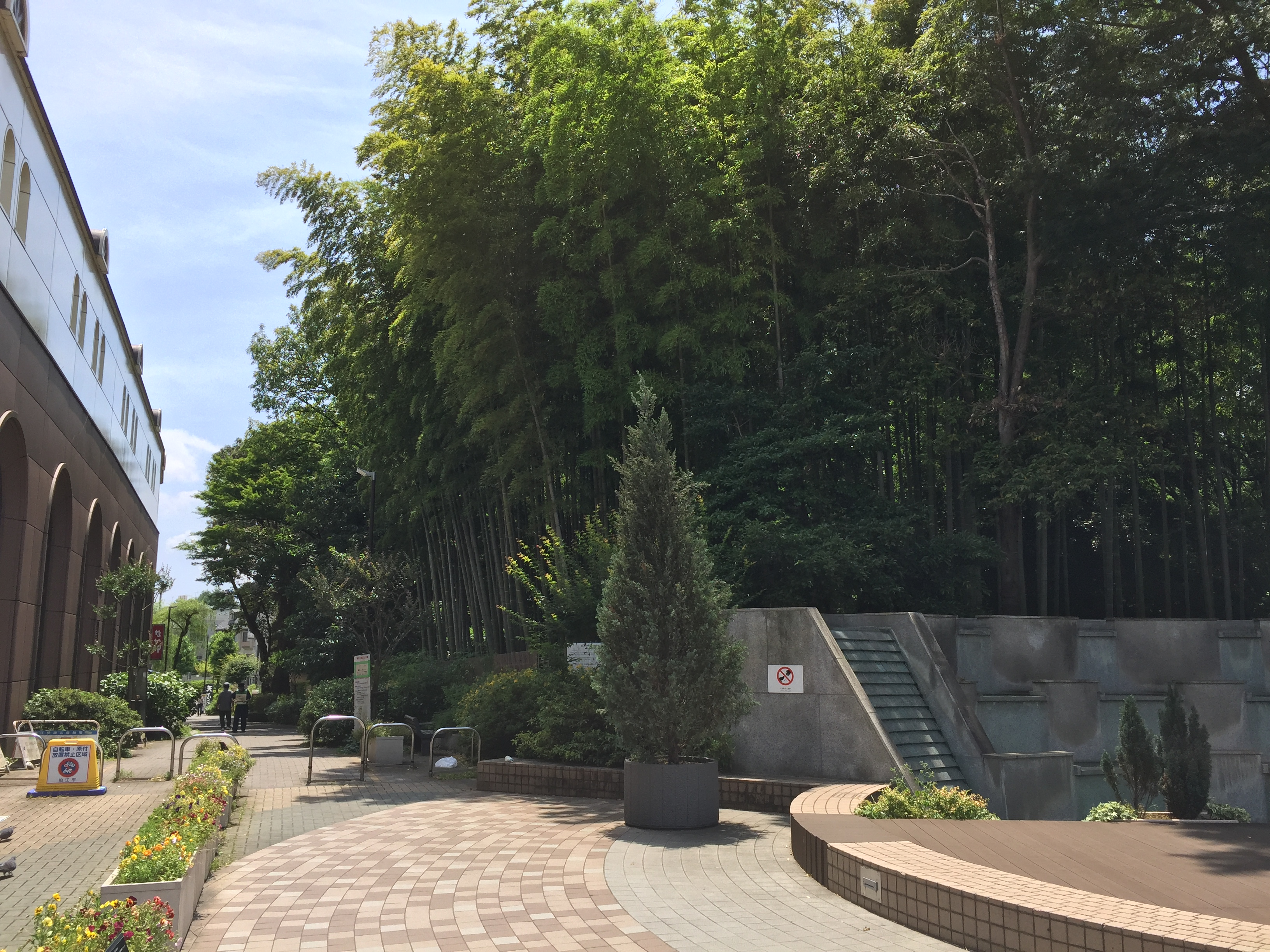
狛江駅北口付近から見た狛江弁財天池特別緑地保全地区

1962年（昭和37年）に定められた都市計画では、現在の管理区域を含む狛江駅北口周辺には駅前広場と道路が作られることになっていた。この都市計画をもとに、1979年（昭和54年）から狛江駅北口再開発計画が進められた。この計画では、泉龍寺境内に幅16メートルの道路が通り、現在の保全地区及びその周辺は駅前広場と中高層ビルが建てられる予定となっていた。
この計画は1982年（昭和57年）、狛江駅北口地区市街地再開発等調査・整備構想案としてまとめられ、市民に公開された。しかし、この計画には反対の声があがり、住民によって、この年から反対運動・緑地保全運動が盛んになった。この運動には泉龍寺も加わり、市長に陳情書が出された。
1984年（昭和59年）、市長は、関連住民の理解等が得られるまでは次の段階に進まないこと、計画や情報は公開して話し合いの場を設けることを文書で約束した。反対住民は、この再開発計画は自分たちだけでなく市民全体の問題であると考え、賛同者を募った。そして任意団体「狛江駅北口問題を考える市民の会」（以下「市民の会」）を発足させた。
狛江市は、このまま再開発計画を進めることは困難であると判断し、市が作った案を棚上げした。そして、考える会を整備計画を進める組織として位置付けた。市は市民に対して考える会への参加を呼びかけ、考える会は市のアドバイスを受けながら計画案をまとめた。計画案は駅前の緑地と水辺を残すもので、市はこれを採用した。さらに、駅前に残された樹林地を自然公園にしようという運動も起きた。この案は市民団体「狛江駅北口に自然公園の実現を目指す連絡会」によって署名運動がなされ、市議会等に請願書が出された。議会は請願を採択した。
最終的に市は緑地保全地区を受けることを決定し、1987年（昭和62年）8月13日、東京都によって緑地保全地区に指定された。

### 保全地区指定後
保全地区が指定されたことにより、都市計画道路は変更され、再開発の範囲も、狛江第一小学校の跡地と店舗部分に縮小された。1995年（平成7年）、狛江駅北口に再開発ビルECORMA（エコルマ）1が完成した。
管理区域については、東京都による荒木貞夫邸買収後、1999年（平成11年）から整備が始まり、2002年（平成14年）に定期開放が始まった。定期開放して最初の1年で約1700人の来訪者があった。
2006年（平成18年）12月4日、弁財天池の深井戸掘削工事が完了し、深さ70メートルの地点から水が汲み上げられるようになった。

## 画像

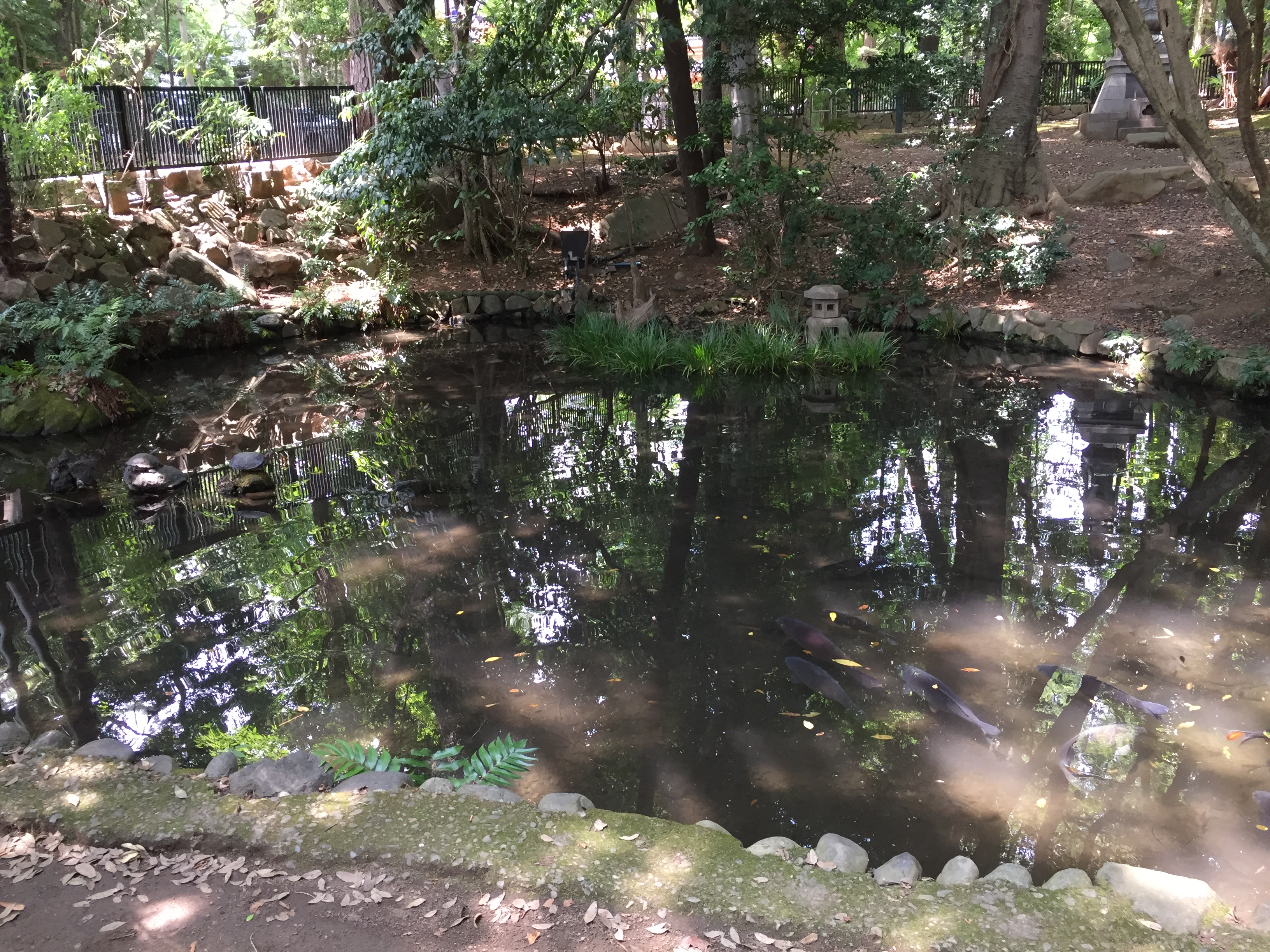
弁財天池と鯉
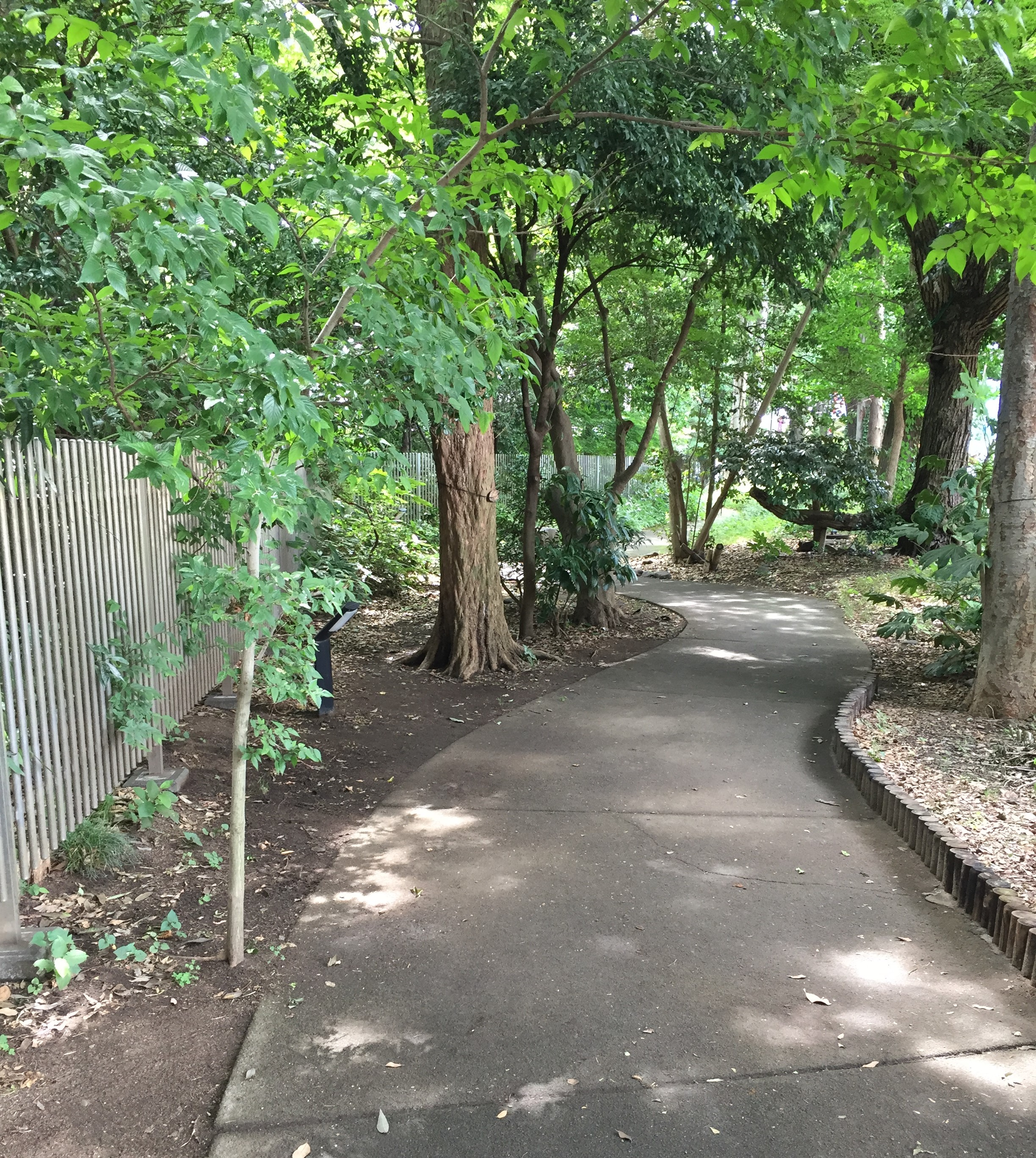
散策ゾーン
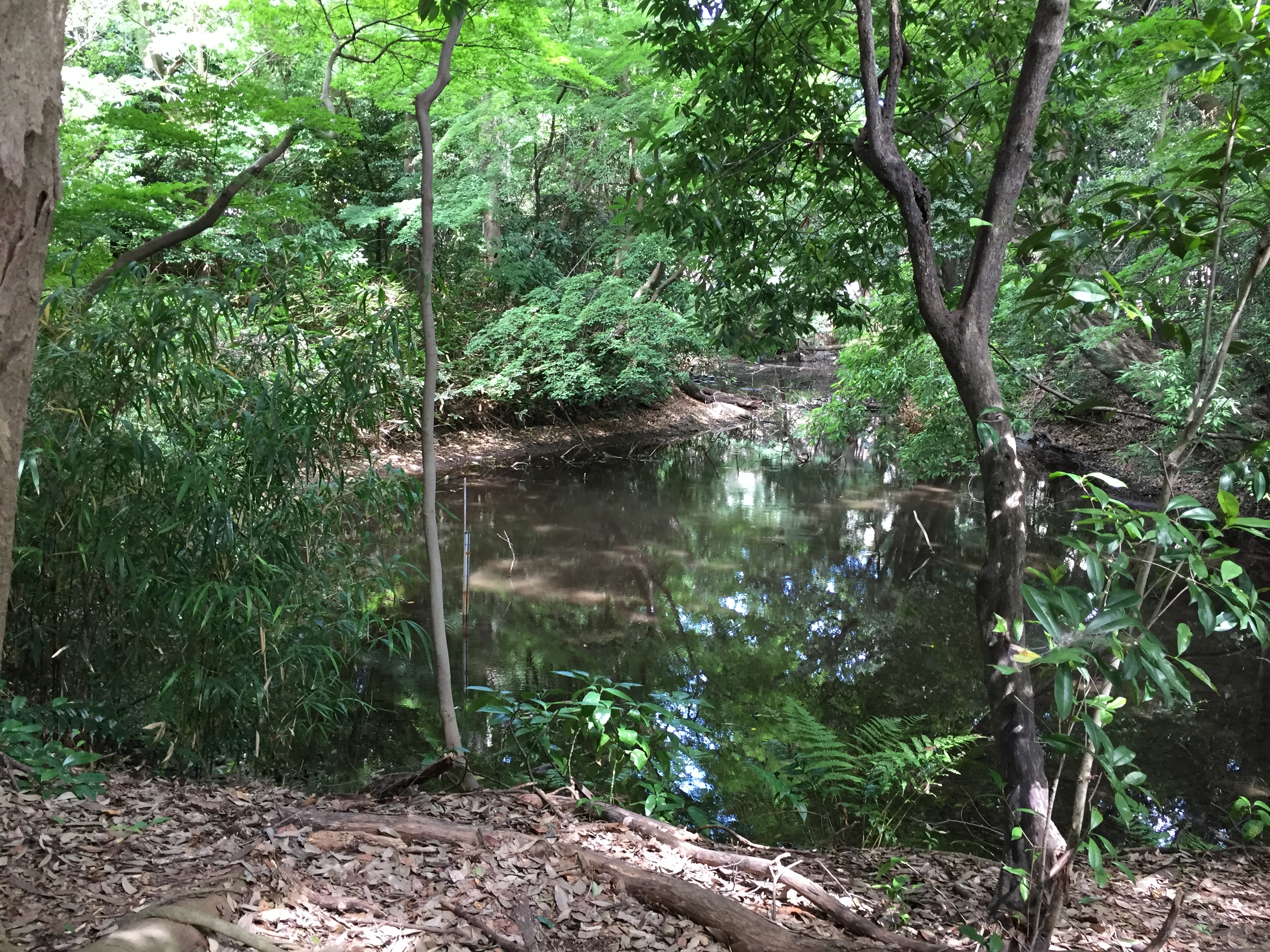
ひょうたん池
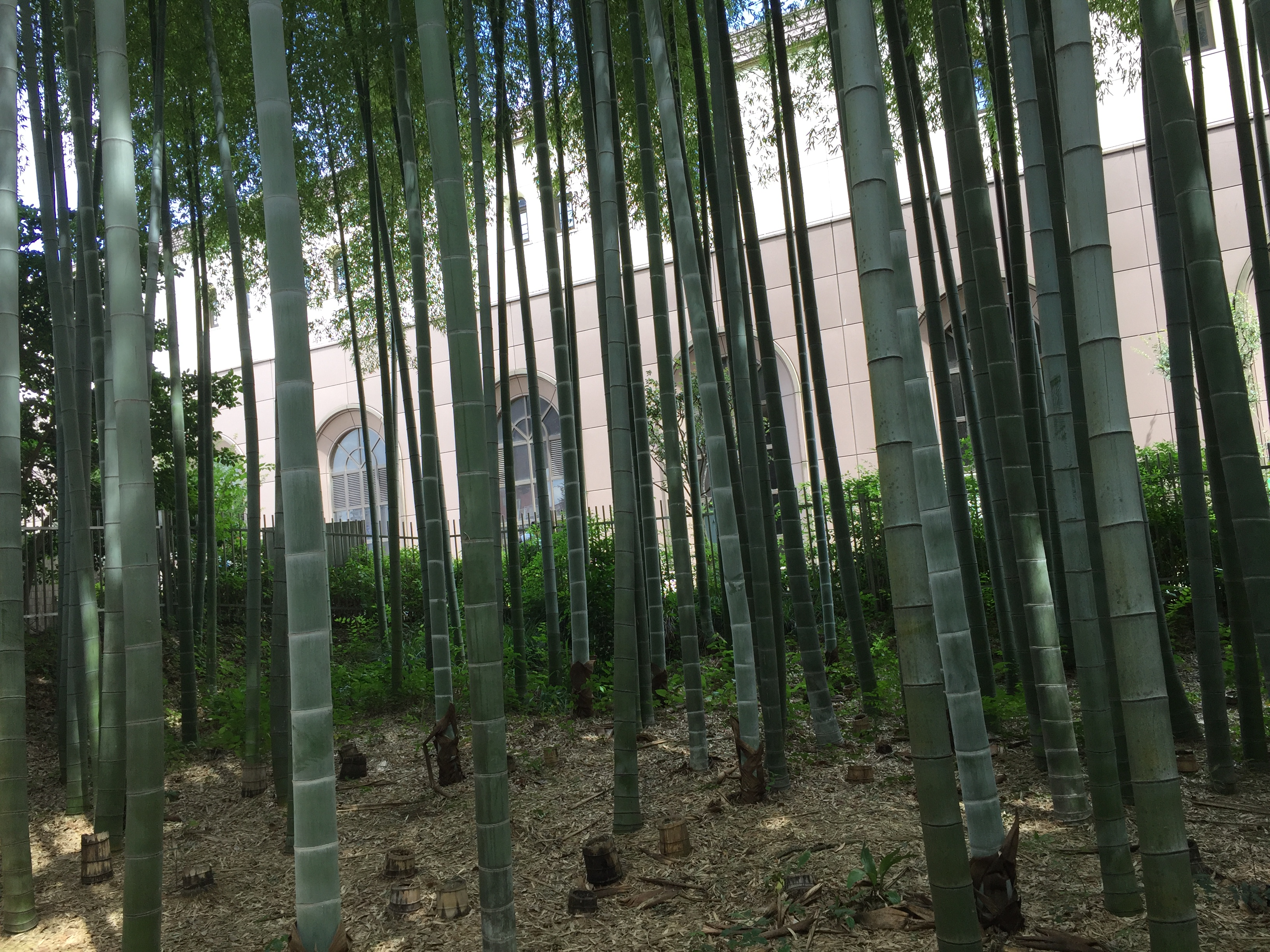
管理区域内の竹林
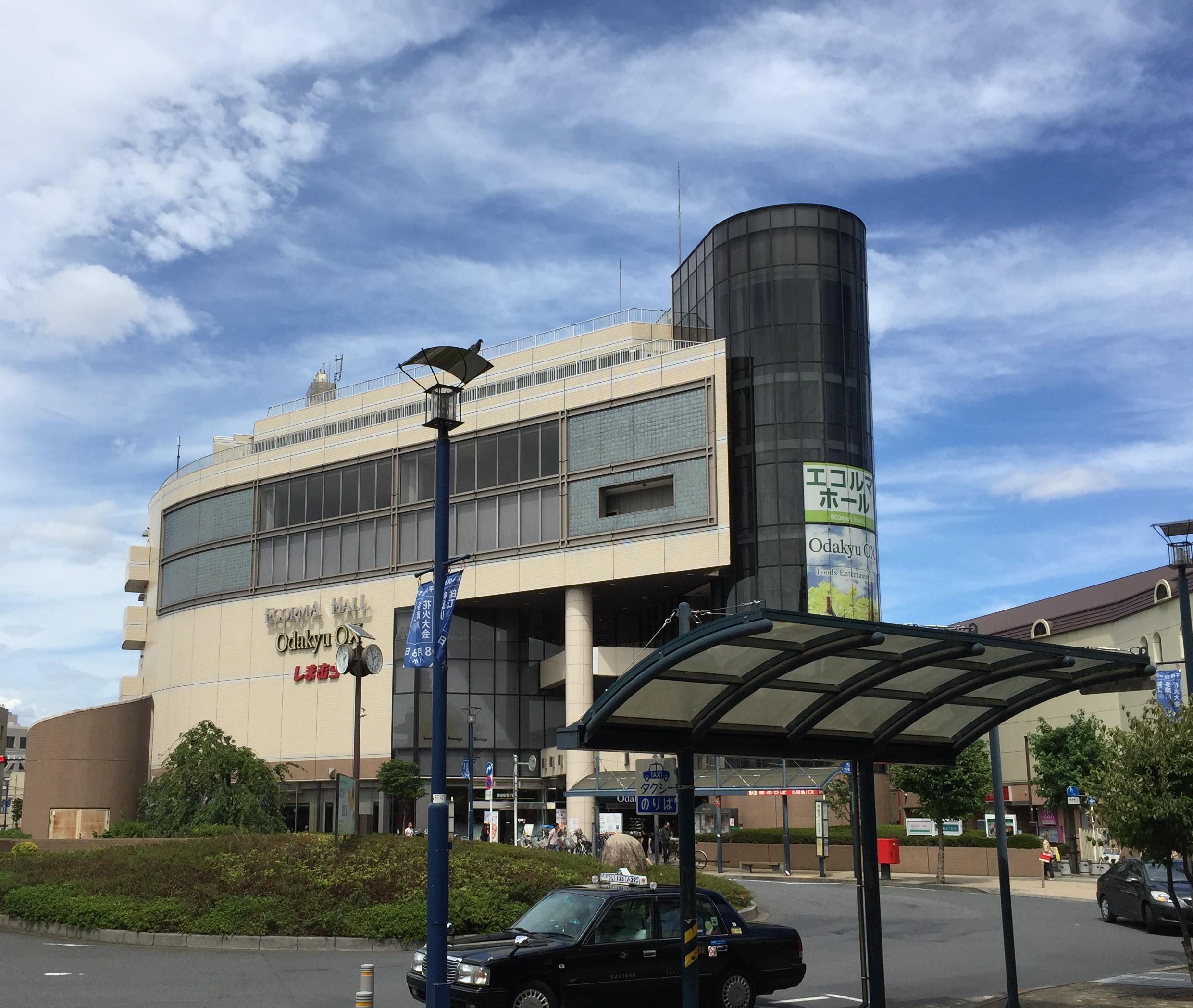
ECORMA1（エコルマ）